# Un bel dì vedremo (film 1997)
Un bel dì vedremo è un film del 1997 diretto da Tonino Valerii.
La pellicola, con protagonisti Massimo Girotti, Giuliano Gemma e il soprano bulgaro Rajna Kabaivanska, è stata finanziata dal produttore Asao Kumada per il mercato giapponese e girata in alta definizione.

## Trama
La morte della pianista Teresa, avvenuta in una casa di riposo per artisti lirici, fornisce a Emilio e a un suo vecchio amore, Isabella, l'occasione di incontrarsi. Emilio, ex direttore d'orchestra di fama internazionale, trascorre nella Casa i suoi ultimi giorni; Isabella è una famosa cantante lirica, ed era stata un tempo l'allieva prediletta di Teresa. Emilio coinvolge Isabella e altri ospiti della Casa nella realizzazione del suo ultimo sogno: la messa in scena della «Madama Butterfly». Lui dirigerà, Isabella interpreterà il ruolo principale e il ricavato dello spettacolo servirà a salvare la casa di riposo, sull'orlo del tracollo finanziario. Con l'appoggio del direttore della casa, Gianfranco, Emilio inizia a lavorare allo spettacolo, e per finanziarlo si indebita personalmente: non sa, però, di essere gravemente malato. Nonostante i problemi, la fatica e lo sconforto di Emilio, arriva il giorno della recita, al teatro Giuseppe Verdi di Salerno. Malgrado i dubbi e la grave malattia di Emilio, la recita ottiene un grande successo. Emilio e Isabella si salutano, forse definitivamente, e il primo parte per affrontare la difficile operazione che lo attende.